# 鈴木美智子
鈴木 美智子（すずき みちこ、1939年8月28日 - 2025年5月12日）は、近畿を中心に活動するタレント、フリーアナウンサー、パーソナリティ、エッセイスト、朗読家、ガラスアーチスト。アナ・トーク学院学院長。未婚。A型。身長156cm。体重57kg（2014年8月時点）。大阪市在住。

## 経歴・人物
大阪市阿倍野区生まれ。兄弟は兄2人、弟1人の家庭で可愛がられて育つ。帝塚山学院出身。吉本興業大阪本部所属。いつどこで年齢を聞かれようと「永遠の28歳」と答えている。
帝塚山学院中学校でコーラス部と演劇部に入っていた。宝塚ファンで、「宝塚ファンコンテスト」（毎日放送ラジオ）に出演して、黄金賞ばかりとって黄金賞大会で宝塚劇場に出た。 神代錦など現役のタカラジェンヌとドラマをやったり、歌も歌ったりした。
松竹座の上にあった演劇研究所に通う。劇団「笑いの王国」（花登筺が立ち上げ、大村崑、芦屋雁之助、芦屋小雁らが参加）に出演。「頓馬天狗」や「番頭はんと丁稚どん」に娘役で出演。花登から「お金になる声をしてる」と言われる。
1963年11月23日、関西初のラジオ京都の高島屋サテライトスタジオで、アナウンサー、ディレクター、ミキサーと三役を一人でこなす世界初の職種ラジオスチュワーデスとして、マイクキャリアをスタート。第一声はケネディの暗殺を伝えた。四条烏丸の三和銀行の会議室で行われたオーディションには、当時の社長が紺色が好きであることをきき、紺の横縞の半袖のセーターに紺のセーターを着て紺のタイトスカートをはいて受け、約1200人の中から選ばれる。その服は今でも、虫に食われないようにして、大事に保管している。人事部長と東京の雷門のサテスタ、銀座のサテスタで研修を受ける。フリーになった後は、他の放送局でサテライトスタジオができる時、呼ばれて稼ぎに行った。放送局のスト破りにも技術をしに行った。MBSラジオ「ありがとう浜村淳です」の相手役を17年間担当した（浜村淳からは「美智子ねえさん」と言われていた）のをはじめ、多くのテレビ、ラジオ番組のレギュラーを務める。
晩年までは講演、司会のほか、都々逸を交えての放談、落語（高座名・鈴々亭ちりん）、朗読ミュージカルなどの新境地を開いていた。また、吉本興業系列の吉本音楽出版が行っている「アナ・トーク学院」の学院長を務め、アナウンサー・タレントの後進の指導や、関西各地のよみうり文化センターで朗読ライブ講座の講師を務めている。
ABC所属のアナウンサー高橋大作（2018年現在は報道記者、朝日新聞大阪本社社会部記者）はアナ・トーク学院の第一期生である。小篠綾子は鈴木の朗読教室に92歳まで来ていた。元OSKのトップスター桜花昇ぼるもレッスンを受けている。
2006年、繁昌亭盛り上げに本塗りの真っ赤な人力車を寄贈。人力車は静岡県伊東市の工房で製作。人力車に名前は書いていないが、鈴を付けている。2005年秋、落語会終了後の宴席で、上方落語協会会長の桂三枝（当時）が「繁昌亭」盛り上げの趣向に、赤い人力車の復活を考えていると話すのを聞く。父親を99歳で亡くしたばかりの鈴木は、父親の遺産で赤い人力車を贈れば、世の中のためにと働いていた父親の思いも活かせると考えて寄付。父親の遺産でプレゼントしたから、父親だと思って会いに行っている。「いつも内緒で　落ち合う場所は　人力車前　繁昌亭」と詠んでいる。
鈴木美智子、小山乃里子、浅川美智子はラジオ界を「さんばばトリオ」といって牛耳っていた時代があった。
1年で3回手術を経験。フリーでずっとやってきたが、病気をしてスケジュールの調整で吉本に入る。
赤井英和と小学校（大阪市立金塚小学校）が一緒で、赤井の母親と兄は鈴木の家に天神祭の時よく花火を見に来ている。
謡は福王和幸に師事。都々逸は、柳家三亀松、江利チエミ、美空ひばりを聴いて自己流で会得した。
若い頃、日本舞踊花柳流を花柳伊十輔（はなやぎ いそすけ）に師事したが、腕が長いためかポーズが決まらず、あきらめた。藤山直美と師匠が一緒だった。
趣味はシャンソンと名取の資格も持っている都々逸、姓名判断。座右の銘は「目標あればいつも青春」。最後まで独身だった。特技は「お嫁に行くこと」（シャンソン）である。好きな言葉は「満期」。好きな芸能人はアンダルシアの伊藤英明と片岡愛之助。ラッキーカラーはピンク。卵黄アレルギー（白味は食べられる）。
2025年5月12日、老衰のため死去。85歳没。生涯独身だった。

## 出演
- テレビ
  - 晴れ時々たかじん（ABCテレビ）
  - ワイドショー今（読売テレビ）
  - 2時のワイドショー（読売テレビ）
- ラジオ
  - スタジオ300（月曜担当、? - 1971年9月、24:00 - 29:00、KBSラジオ）共演:きむらしのぶ、ディレクター:こせん。朝5時までの深夜番組。キャッチフレーズ「ちょこざいな、名を名乗れ。赤銅すずすず鈴木美智子だ」「はげらーまん、きむらしのぶだ」。番組名の300は300分を意味する。
  - お早うキンキ、ハイハイ福郎です- （4年、8:00 -  、アシスタント、KBSラジオ）初代森乃福郎。ラジオの看板娘としてやっていた。この番組を聴いてた毎日放送が「朝の放送に」と呼ばれて行った。
  - ドリームイン京都（KBSラジオ）
  - ミッドナイトハーモニーが新鮮（KBSラジオ）
  - 美智子のヨーロッパ一人歩き（KBSラジオ）30歳の時に初めて旅行に行った
  - 鈴木美智子のミニミニタイム（KBSラジオ  湯谷家具センター提供）
  - 鈴木美智子の素敵だ・きれいだ・乾杯だ(KBSラジオ)
  - サテスタ リバイバルウイーク 2011～フィナーレ（2011年11月20日(日)12:00～13:00、ゲスト、京都高島屋1階ゆとりうむサテライトスタジオ 、KBS京都ラジオ）森谷威夫、對馬京子、村上祐子
  - 鈴木美智子の脳活ラジオ（木曜 14:00 - 17:00、2012年4月5日 - 2015年3月26日、KBS京都ラジオ）アシスタント:梶原誠
  - ラジオ関西のナマナマ大放送（ラジオ関西）
  - サテスタおひるのプレゼント（ラジオ関西）
  - さんちかサテライトジョッキー（ラジオ関西）
  - サテスタサンデープレゼント（ラジオ関西）
  - サテスタデイトインサテライト（ラジオ関西）
  - ポップ対歌謡曲（ABCラジオ）
  - 歌謡大全集（ABCラジオ）
  - 米朝・美智子のほろ宵ばなし（ABCラジオ）
  - 林と鈴木・今日は土曜日（ABCラジオ、林伸一郎（元ABCアナウンサー）と共演）
  - MBSヤングタウン金曜日（MBSラジオ）
  - ありがとう浜村淳です（MBSラジオ）
  - ふれあい広場決定版(MBSラジオ)明石家さんまと担当した公開録音番組
  - ほんまか 電話リクエスト（MBSラジオ）
  - 気分はアクティブ!!（MBSラジオ）
  - ラジオよしもと むっちゃ元気!（ラジオ大阪）西川のりお、和泉修他
  - 春日八郎・演歌ひとすじ（関西放送制作）

### CM
- 京都百合姿きもの学院 （ナレーション）

### 舞台
- 美智子の声然草 オギャアからの声人生 －言葉は命－（2006年11月25日 松竹座）
- 99人の花嫁（2013年）桂由美とのコラボレーション

## 著書
- 花ことば物語（保育社・ジュニア図鑑、1983年）　ISBN 458637036X
- 花言葉物語（保育社・カラーブックス、1992年）　ISBN 4586508361
- ドドイツ・オン・エアー〜ラジオから生まれた都々逸たち〜（たる出版、2003年、撰者として）　ISBN 4924713767